# 篠栗駅
篠栗駅（ささぐりえき）は、福岡県糟屋郡篠栗町中央一丁目にある、九州旅客鉄道（JR九州）篠栗線（福北ゆたか線）の駅である。駅番号はJC06。

## 歴史
- 1904年（明治37年）6月19日：九州鉄道（初代）が開設[2]。
- 1907年（明治40年）7月1日：九州鉄道（初代）が国有化され、帝国鉄道庁が所管[2]。
- 1968年（昭和43年）5月25日：当駅 - 桂川駅間が開通し篠栗線全通[2]。
- 1970年（昭和45年）4月15日：豊鋼材工業専用線開設。
- 1987年（昭和62年）
  - 3月23日：トンガリ屋根のある駅舎に改築[4]。
  - 4月1日：国鉄分割民営化に伴い、九州旅客鉄道（JR九州）の駅となる[2]。
- 2000年（平成12年）11月7日：自動改札機を設置し、供用開始[5]。
- 2009年（平成21年）3月1日：ICカード「SUGOCA」の利用が可能となる[6]。
- 2010年（平成22年）：エレベーター設置。
- 2019年（令和元年）
  - 10月：駅前の女子トイレを女子高生に放火される。
  - 11月2日：住居表示実施に伴い、所在地表記が大字篠栗4973番地1から現表記に変更される。

## 駅構造
単式ホーム1面1線と島式ホーム1面2線、合計2面3線を有する地上駅。
自動放送が導入されている。
基本的に、1番のりばを長者原・博多方面、2番のりばを城戸南蔵院前・新飯塚方面、3番のりばを当駅始発列車が使用するが、3番のりばを発着する新飯塚方面の列車も設定されている。日中時間帯は殆どの新飯塚方面列車が3番乗り場から発車する。3番のりばのみ、両方向からの発着が可能である。
互いのホームは跨線橋で連絡している。駅の南側（下り方向に向かって左側）に小さな駅舎が設けられている。普通・快速は停車するが、特急は通過する。
JR九州サービスサポートが駅業務を行う業務委託駅で、みどりの窓口が設置されている。また、自動改札機を備え、SUGOCAの利用が可能である。

### のりば

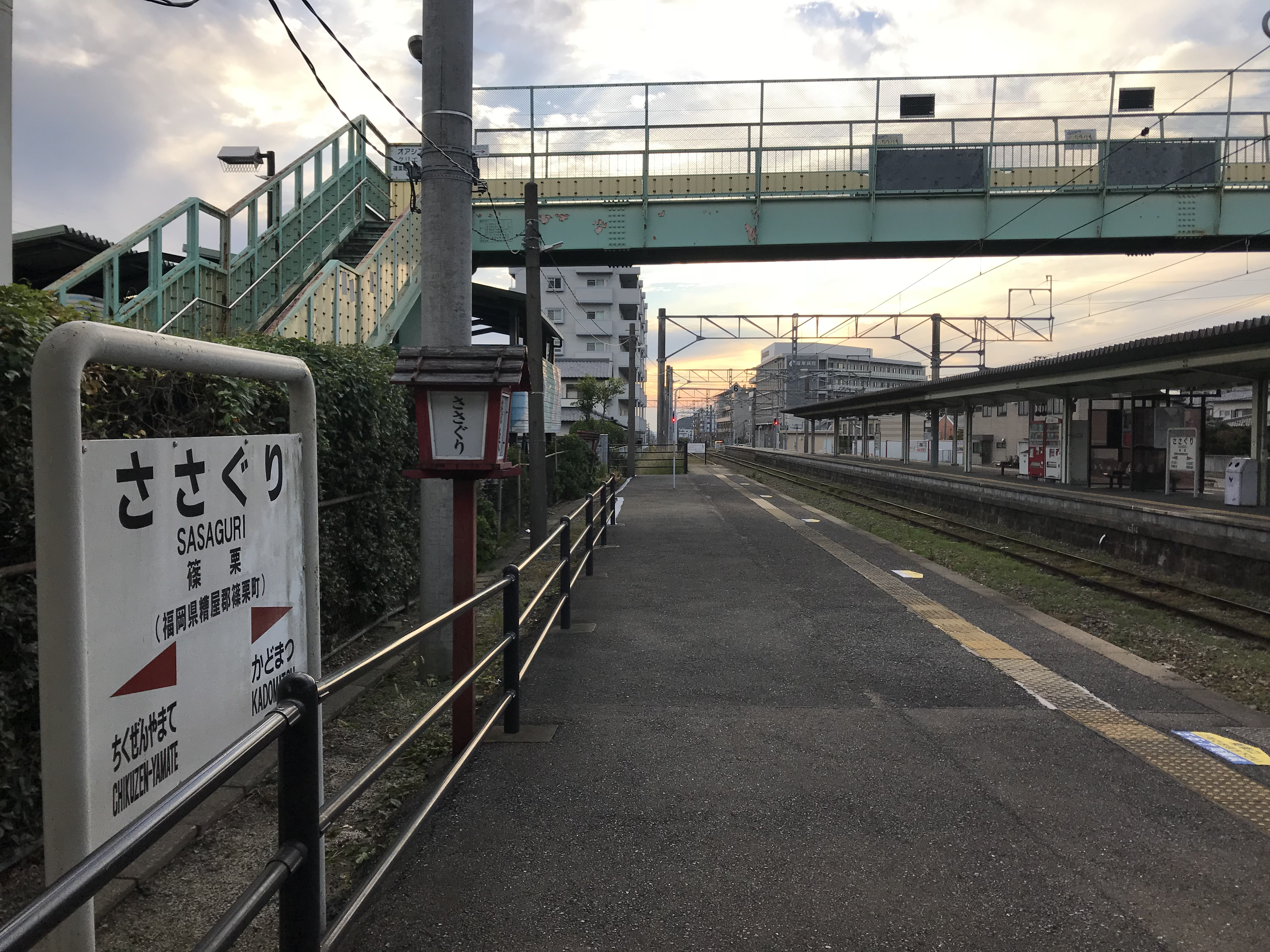
ホーム（2018年11月）

| のりば | 路線         | 方向 | 行先             | 備考          |
| ------ | ------------ | ---- | ---------------- | ------------- |
| 1      | 福北ゆたか線 | 下り | 吉塚・博多方面   |               |
| 2      | 福北ゆたか線 | 上り | 新飯塚・直方方面 | 一部3番のりば |
| 3      | 福北ゆたか線 | 下り | 博多方面         | 当駅折返し    |

- ホーム（2018年11月）

## 利用状況
2011年度の1日平均乗降人員は10,492人である。
| 乗降人員推移 | 乗降人員推移 |
| 年度         | 1日平均人数  |
| ------------ | ------------ |
| 2009年       | 9,729        |
| 2010年       | 10,066       |
| 2011年       | 10,492       |

2023年（令和5年）度の1日平均乗車人員は4,892人であり、JR九州の駅としては第40位である。
近年の1日平均乗車人員は以下の通り。
| 年度               | 1日平均 乗車人員 |
| ------------------ | ---------------- |
| 2016年（平成28年） | 4,786            |
| 2017年（平成29年） | 4,840            |
| 2018年（平成30年） | 4,902            |
| 2019年（令和元年） | 4,974            |
| 2020年（令和02年） | 3,951            |
| 2021年（令和03年） | 4,101            |
| 2022年（令和04年） | 4,474            |
| 2023年（令和05年） | 4,892            |

## 駅周辺
駅周辺は篠栗町の中心部にあたり、篠栗町役場にも近い。駅の南側約100mの場所を県道607号線が篠栗線に並行する形で通っており、駅とこの道路を軸として商店街が広がっている。
橋上駅ではないが、駅舎に近接して構内を跨ぐ歩道橋が設置されており、駅裏から駅への通行の便が図られている。駅裏は住宅地として開発が進められている。
- 篠栗町役場[1]
- 篠栗町立図書館
- クリエイト篠栗（総合センター）
- オアシス篠栗（総合保健福祉センター）
- 篠栗郵便局
- 篠栗病院
- 福岡銀行篠栗支店
- 枡屋旅館
- 日本生協連篠栗冷蔵流通センター

## バス路線
西鉄バスのバス停として、駅正面を出て県道607号線に「篠栗」バス停がある。また、篠栗町のコミュニティバス（無料）であるオアシス篠栗巡回バスのバス停として、駅正面横町役場前に「篠栗町役場前」バス停が、駅裏側を出てすぐオアシス篠栗前に「オアシス篠栗」バス停がある。さらに、隣接する久山町のコミュニティバスであるイコバスが、駅裏側の「篠栗駅前」バス停に乗入れている。
| 運行事業者           | 停留所名     | 系統（路線）・行先                                                                |
| -------------------- | ------------ | --------------------------------------------------------------------------------- |
| 西鉄バス             | 篠栗         | ■31・■310：日の浦口 / 天神方面                                                    |
| オアシス篠栗巡回バス | 篠栗町役場前 | 乙犬コース：乙犬・オアシス篠栗方面 城戸コース：オアシス篠栗 / 郷ノ原              |
| オアシス篠栗巡回バス | オアシス篠栗 | 和田コース：和田方面 乙犬コース：乙犬方面 萩尾コース：萩尾方面 城戸コース：郷ノ原 |
| イコバス             | 篠栗駅前     | 1・2・3：トリアス久山                                                             |

## 隣の駅
九州旅客鉄道（JR九州）
 福北ゆたか線（篠栗線）
■快速（日中時間帯の快速に限り門松駅方は各駅に停車）
城戸南蔵院前駅 (JC08) - 篠栗駅 (JC06) - 長者原駅 (JC04)※日中時間帯の快速は門松駅 (JC05)
■普通
筑前山手駅 (JC07) - 篠栗駅 (JC06) - 門松駅 (JC05)